# 李祤
李祤（？—905年），唐朝皇子，是唐昭宗的次子，生母不详。
乾宁元年（894年）十月初八日，李祤被他父亲唐昭宗封为遂王。天祐二年（905年）二月初九日，朱温派蒋玄晖邀请德王李𥙿、棣王李祤、虔王李禊、沂王李禋、遂王李祎、景王李祕、祁王李祺、雅王李禛、琼王李祥，在九曲池喝酒。九王喝醉后，蒋玄晖把他们全部勒死，抛尸到九曲池中。

## 延伸阅读
[在维基数据编辑]
 《舊唐書/卷175》，出自刘昫《舊唐書》